# داستان فردیناند
داستان فردیناند (به انگلیسی: The Story of Ferdinand) مشهورترین کتاب نویسندهٔ آمریکایی، مونرو لیف، است که با تصویرگری رابرت لاوسون در سال ۱۹۳۶ میلادی منتشر شده‌است. این کتاب داستان گاوی است که در میدان گاوبازی ترجیح می‌دهد گل‌ها را بو بکشد تا بجنگد.
داستان فردیناند در سال 1936 توسط Viking Hardcover منتشر شد. پس از انتشار این کتاب، به عنوان یک الترناتیو سیاسی پس از جنگ اسپانیا شناخته شد.
در ایران، انتشارات علمی و فرهنگی این کتاب را با نام «اما فردیناند این کار را نکرد» منتشر کرده‌است. اين كتاب در اسپانيا ممنوع  و در آلمان حكم سوزاندن آن صادر شد اما گاندي اين كتاب را دوست دارد.